# HD 131664
HD 131664 – gwiazda typu widmowego G położona w gwiazdozbiorze Ptaka Rajskiego w odległości około 180 lat świetlnych. Krąży wokół niej jedna znana planeta lub brązowy karzeł HD 131664 b.